# 黒川和美
黒川 和美（くろかわ かずよし、1946年6月2日 - 2011年2月2日）は、日本の経済学者。元法政大学教授 （1985年 - 2011年）。岐阜県生まれ。

## 略歴
横浜国立大学経済学部卒業、慶應義塾大学大学院経済学研究科博士課程修了。学部では長洲一二ゼミに所属。大学院では加藤寛に師事した。
法政大学経済学部特別研究助手・助教授・教授を歴任。公共選択論の日本における第一人者となり、数多くの審議会委員を歴任したほか、公共選択学会会長を歴任。2005年日本計画行政学会会長。2011年2月2日、原発性慢性骨髄線維症のため東京都港区の病院で死去。64歳没。
研究面のみならず、教育面においても、黒川研究室からは多くの研究者を輩出し、また、公共部門・民間事業会社に有為な人材を輩出している。

## 著書

### 単著
- 『公共部門と公共選択』（三嶺書房、1987年／第2版、1993年）
- 『民優論』（PHP研究所、1997年）
- 『農村大革命-農村を変える 日本を変える-』（PHP研究所、1998年）
- 『黒川和美の地域激論 ― 日本の問題、地方の課題』（ぎょうせい、2002年）

### 編著
- 『地域金融と地域づくり――二層の広域連携時代における地域金融の課題と役割』（ぎょうせい、2006年）
- 「官僚行動の公共選択分析」編集委員会 編『官僚行動の公共選択分析』勁草書房。ISBN 978-4326503742。

### 共著
- （大塚勇一郎・高山憲之・武蔵武彦・村上敦）『経済政策入門（1）理論』（有斐閣、1993年）
- （奥野正寛・藤原正寛・多賀谷一照・横山彰・三野徹）『農業大革命――農業が甦る・日本が変わる』（PHP研究所、1995年）
- （森地 茂・「二層の広域圏」形成研究会 『人口減少時代の国土ビジョン新しい国のかたち「二層の広域圏」（日本経済新聞社、2005年）
- 『グローバルフロント東京 ～魅力創造の超都市戦略～』（都市出版）

### 共編著
- （加藤寛）『政府の経済学』（有斐閣、1987年）
- （舟田正之）『通信新時代の法と経済』（有斐閣、1991年）
- （大岩雄次郎・関谷登）『テキストブック現代経済政策』（有斐閣、1993年）

## 公職・委員履歴
- 内閣府道州制ビジョン懇談会 税財政専門委員会 委員長
- 内閣府構造改革特区 評価・調査委員会 委員
- 財務省 財政制度等審議会 委員
- 財務省 独立行政法人評価委員会 委員
- 国土交通省都市・地域整備局
- 下水処理水の再利用のあり方を考える懇談会 委員
- 国土交通省 交通政策審議会 港湾分科会 委員
- 農林水産省 食料・農業・農村政策審議会 委員
- 総務省電波政策懇談会 委員
- 総務省ICTビジョン 懇談会 委員
- 総務省情報通信審議会 専門委員
- 東京国税局 土地評価審議会 委員

など